# Loreto Mauleón
Loreto Mauleón (Burgos, 14 agosto 1988) è un'attrice spagnola, nota per aver interpretato il ruolo di Maria Castañeda nella soap Il segreto (El secreto de Puente Viejo).

## Biografia
Loreto Mauleón è nata il 14 agosto 1988 a Burgos, nella comunità di Castiglia e León (Spagna), si è appassionata alla recitazione sin dall'infanzia.

## Carriera
Loreto Mauleón ha frequentato la scuola elementare Zurriola di San Sebastián; durante l'infanzia ha anche studiato danza, recitazione e arte. All'età di diciotto anni si è iscritta presso l'Università dei Paesi Baschi, dove ha conseguito la laurea in ingegneria civile.
Nel 2008 ha fatto la sua prima apparizione come attrice sul piccolo schermo con il ruolo di Joana nella serie televisiva basca Goenkale, in cui ha recitato fino al 2012, mentre nel 2009 ha ricoperto il ruolo di Sara nel film drammatico La máquina de pintar nubes diretto da Patxo Tellería e Aitor Mazo.
Nel 2010 ha recitato nelle serie Vaya semanita e in Qué vida mas triste. L'anno successivo, nel 2011, ha recitato nel film drammatico Bi anai, basato sull'omonimo romanzo dello scrittore Bernardo Atxaga. Nel 2011 ha recitato nella serie VHS, mentre nel 2012 ha interpretato il ruolo di Laida nel film televisivo El extraño anfitrión diretto da Javier Rebollo.
Dal 2012 al 2015 e nuovamente nel 2018 e nel 2019 è stata scelta per interpretare il ruolo di Maria Castañeda Ulloa nella soap opera in onda su Antena 3 Il segreto (El secreto de Puente Viejo), insieme agli attori María Bouzas, Ramón Ibarra, Sandra Cervera, Fernando Coronado, Jordi Coll e Carlos Serrano.
Nel 2015 ha recitato nella serie Aitaren Etxea. L'anno successivo, nel 2016, ha ottenuto il ruolo di Zita Polo nella miniserie televisiva in onda su Telecinco Lo que escondían sus ojos, trasmessa in Italia su Canale 5 dal 3 al 15 gennaio 2017 col titolo di Quello che nascondono i tuoi occhi. Sempre nel 2016 ha recitato nelle serie Olmos y Robles e in La casa de mi padre (con il ruolo di Irene Egaña).
Nel 2019 ha interpretato il ruolo di Aissa nella serie Los nuestros 2. L'anno successivo, nel 2020, ha interpretato il ruolo di Arantxa nella serie Patria.
Nel 2021 ha recitato nella serie Baci nell'aria (Besos al aire). Nello stesso anno è stato annunciato che farà parte della serie Express, la prima serie Starz Play in Spagna, prevista per la stagione 2022-2023. Nel 2022 ha ottenuto il ruolo di Montserrat "Montse" Castell nel film Quando Dio imparò a scrivere (Los renglones torcidos de Dios) diretto da Oriol Paulo. L'anno successivo, nel 2023, è entrata a far parte del cast della serie di Netflix La ragazza di neve (La chica de nieve). Nello stesso anno ha recitato nel film La ermita diretto da Carlota Pereda. Nel 2024 ha ricoperto il ruolo di Olivia nel film Control Room diretto da Luiso Berdejo ed ha recitato nella serie Detective Touré e nella miniserie Querer.

## Vita privata
Loreto Mauleón risiede a Madrid con il suo compagno Carlos Serrano, Fernando Mesía ne Il segreto (El secreto de Puente Viejo).

## Filmografia

### Cinema
- La máquina de pintar nubes, regia di Patxo Tellería e Aitor Mazo (2009)
- Dos hermanos, regia di Imanol Rayo (2010)
- Bi anai, regia di Oriol Paulo (2011)
- Quando Dio imparò a scrivere (Los renglones torcidos de Dios), regia di Oriol Paulo (2022)
- La ermita, regia di Carlota Pereda (2023)
- Control Room, regia di Luiso Berdejo (2024)

### Televisione
- Goenkale – serie TV, 665 episodi (2008-2012)
- Vaya semanita – serie TV (2010)
- Qué vida mas triste – serie TV (2010)
- VHS – serie TV, 1 episodio (2011)
- El extraño anfitrión, regia di Javier Rebollo – film TV, (2012)
- Il segreto (El secreto de Puente Viejo) – soap opera, 860 episodi (2012-2015, 2018-2019)
- Aitaren Etxea – serie TV, 15 episodi (2015)
- Quello che nascondono i tuoi occhi (Lo que escondían sus ojos) – miniserie TV, 4 episodi (2016)
- Olmos y Robles – serie TV, 1 episodio (2016)
- La casa de mi padre – serie TV, (2016)
- Los nuestros 2 – serie TV, 3 episodi (2019)
- Patria – serie TV, 8 episodi (2020)
- Baci nell'aria (Besos al aire) – serie TV, 2 episodi (2021)
- Express – serie TV, 16 episodi (2022-2023)
- La ragazza di neve (La chica de nieve)  – serie TV, 6 episodi (2023)
- Detective Touré – serie TV (2024)
- Querer – miniserie TV, 4 episodi (2024)

### Cortometraggi
- Tempest, regia di Alberto Gastesi (2012)
- 36, regia di Ana Lambarri (2021)
- Vatios, regia di David Pérez Sañudo (2021)

## Teatro
- La viuda alegre di Emilio Sagi (2015)
- La villana de Getafe di Lope de Vega, presso la compagnia nazionale del teatro classico (2015-2016)
- Una historia de amor di Alexis Michalik (2021)

## Doppiatrici italiane
Nelle versioni in italiano dei suoi film e delle sue serie TV, Loreto Mauleón è stata doppiata da:
- Jessica Bologna[28] ne Il segreto[29]
- Myriam Catania[30] in Quello che nascondono i tuoi occhi[31]
- Veronica Puccio[32] in Baci nell'aria
- Federica Simonelli[33] in Express[34]
- Sara Ferranti[35] in Quando Dio imparò a scrivere[36], ne La ragazza di neve[37]

## Riconoscimenti
- Premio Jóvenes D. O. La Mancha
  - 2012: Vincitrice del Premio televisione e arti dello spettacolo con Jordi Coll per la soap opera Il segreto (El secreto de Puente Viejo)
- Neox Fan Awards
  - 2013: Candidata come Miglior bacio con Jordi Coll per la soap opera Il segreto (El secreto de Puente Viejo)
- Premio Feroz
  - 2020: Vincitrice come Miglior attrice non protagonista in una serie per la serie Patria
- Premio di Platino
  - 2021: Vincitrice come Miglior attrice non protagonista in una serie per la serie Patria[38][39]